# شجرة مطاط قليلة الأزهار
شجرة مطاط قليلة الأزهار أو هيفيا قليلة الأزهار (الاسم العلمي: Hevea pauciflora) هي نوع نباتي يتبع جنس شجرة مطاط من الفصيلة الفربيونية.